# Sant Joan de les Abadesses
Sant Joan de les Abadesses egy község Spanyolországban, Girona tartományban. Hivatalos neve katalánul van, spanyol neve San Juan de las Abadesas. Sant Joan de les Abadesses Camprodon, Sant Pau de Segúries, La Vall de Bianya, Riudaura, Vallfogona de Ripollès, Ripoll és Ogassa községekkel határos. Lakosainak száma 3375 fő (2024).

## Népessége
A település népessége az elmúlt években az alábbi módon változott:
| Lakosok száma | 1159 | 2645 | 3993 | 4099 | 4110 | 3597 | 3556 | 3413 | 3232 | 3375 |
|               | 1717 | 1887 | 1936 | 1960 | 1986 | 2004 | 2009 | 2014 | 2019 | 2024 |

## Kultúra
Kolostorát a 10. században alapították Besalú grófjai.